# Kierra Mallard
Kierra Mallard (Dallas, 20 giugno 1990) è un'ex cestista statunitense.